# Wohlfahrtia magnifica
Wohlfahrtia magnifica är en tvåvingeart som först beskrevs av Ignaz Rudolph Schiner 1861.  Wohlfahrtia magnifica ingår i släktet Wohlfahrtia och familjen köttflugor.
Artens utbredningsområde är Österrike. Inga underarter finns listade i Catalogue of Life.

## Bildgalleri

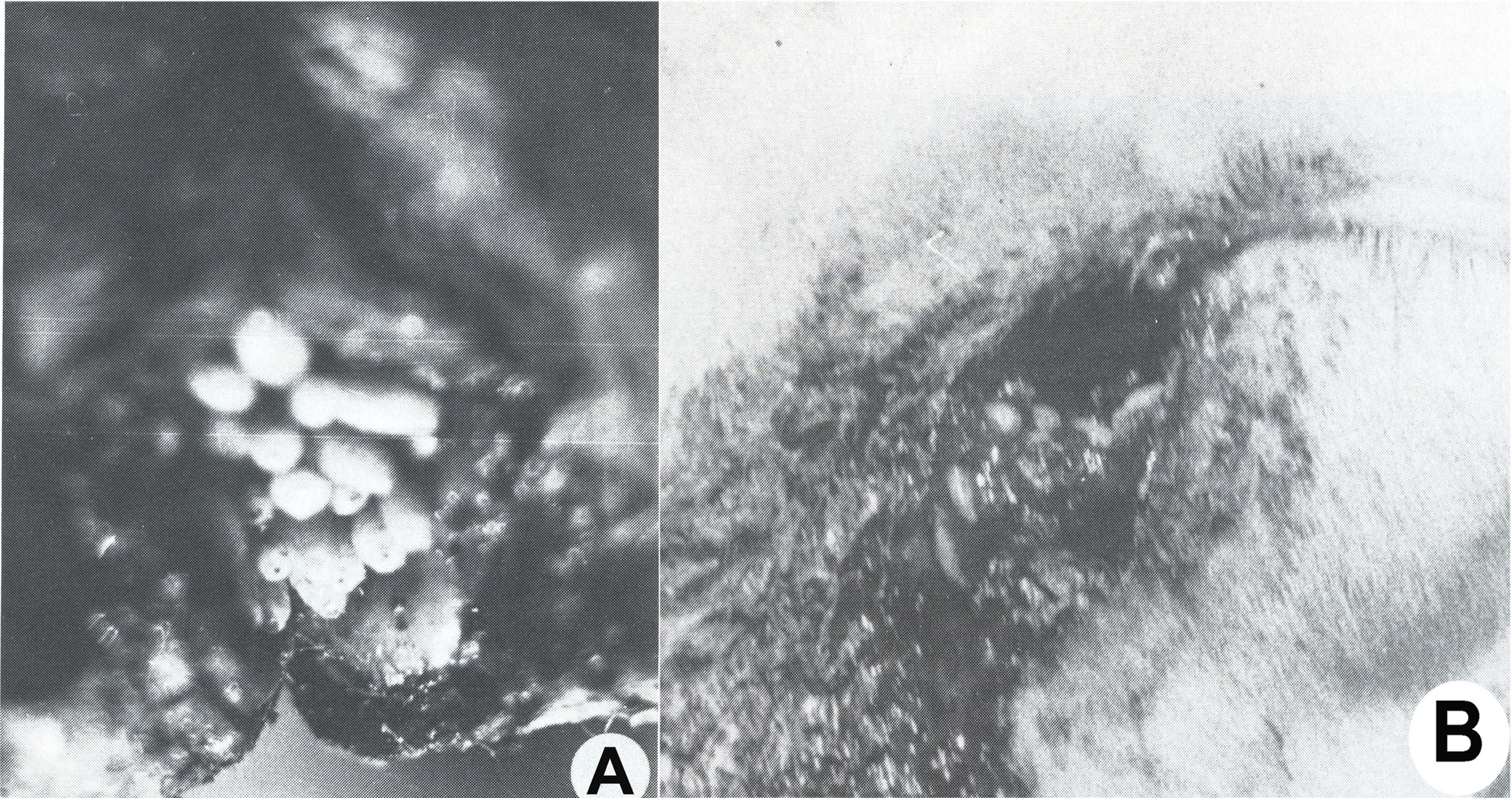
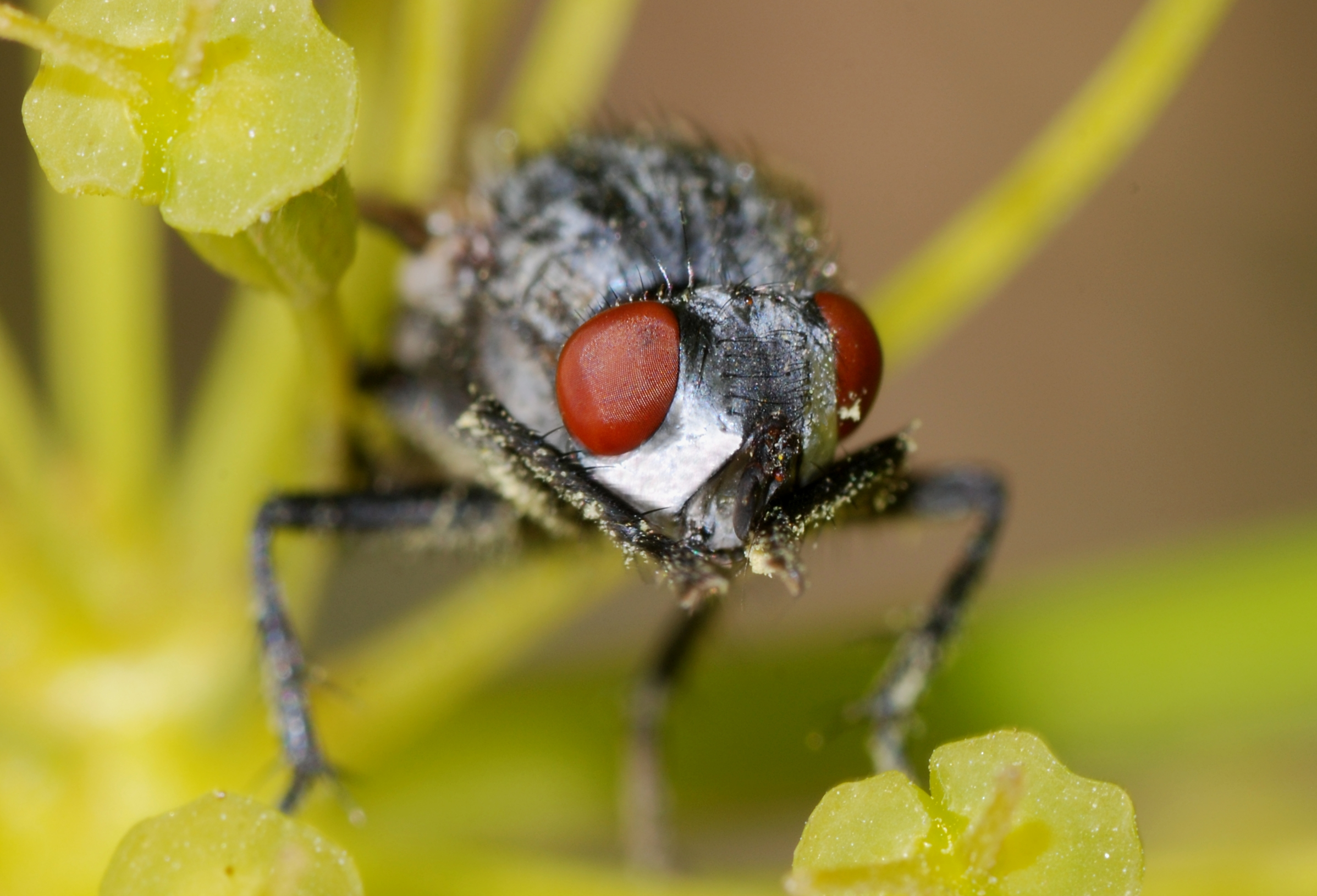
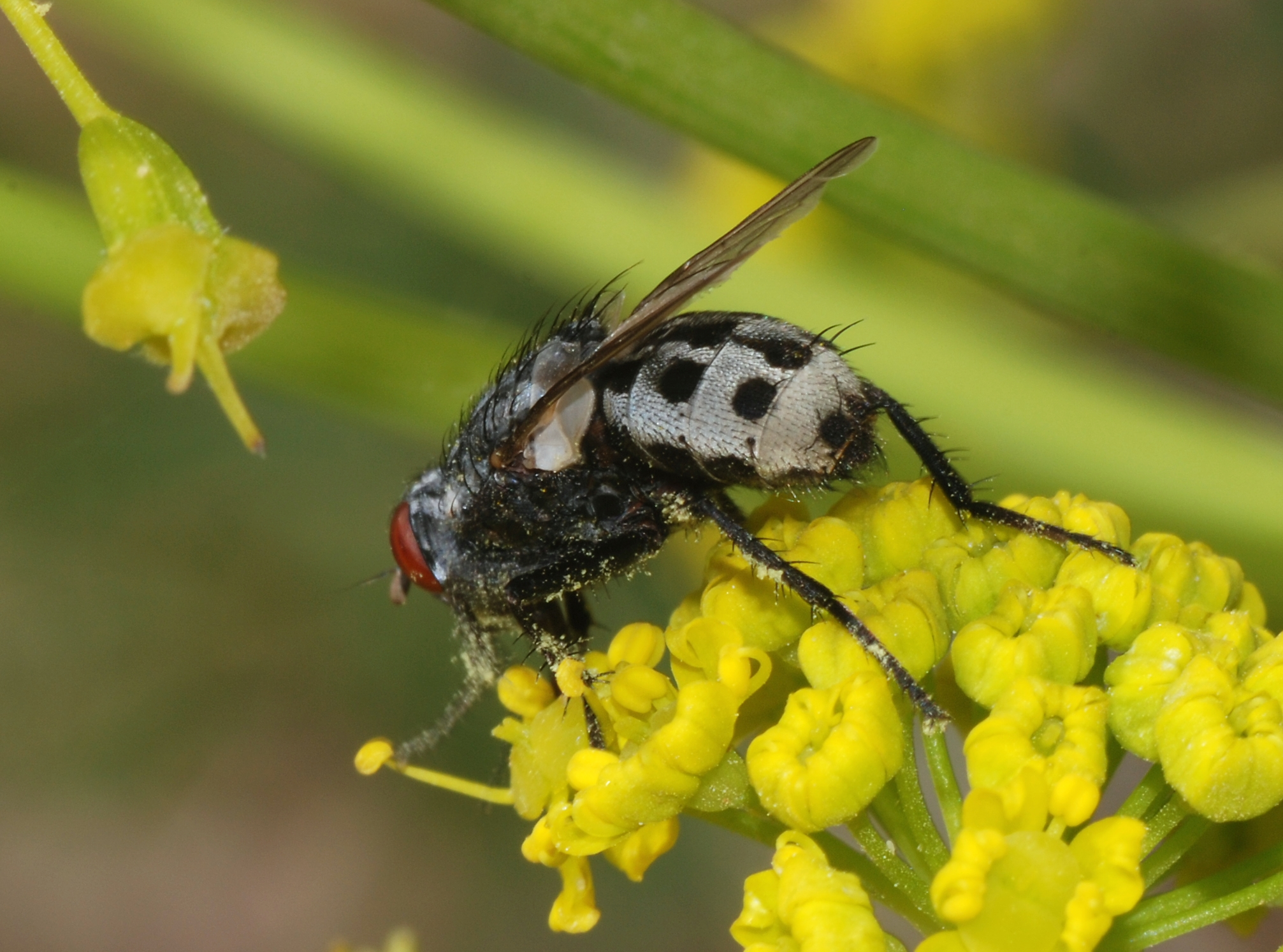
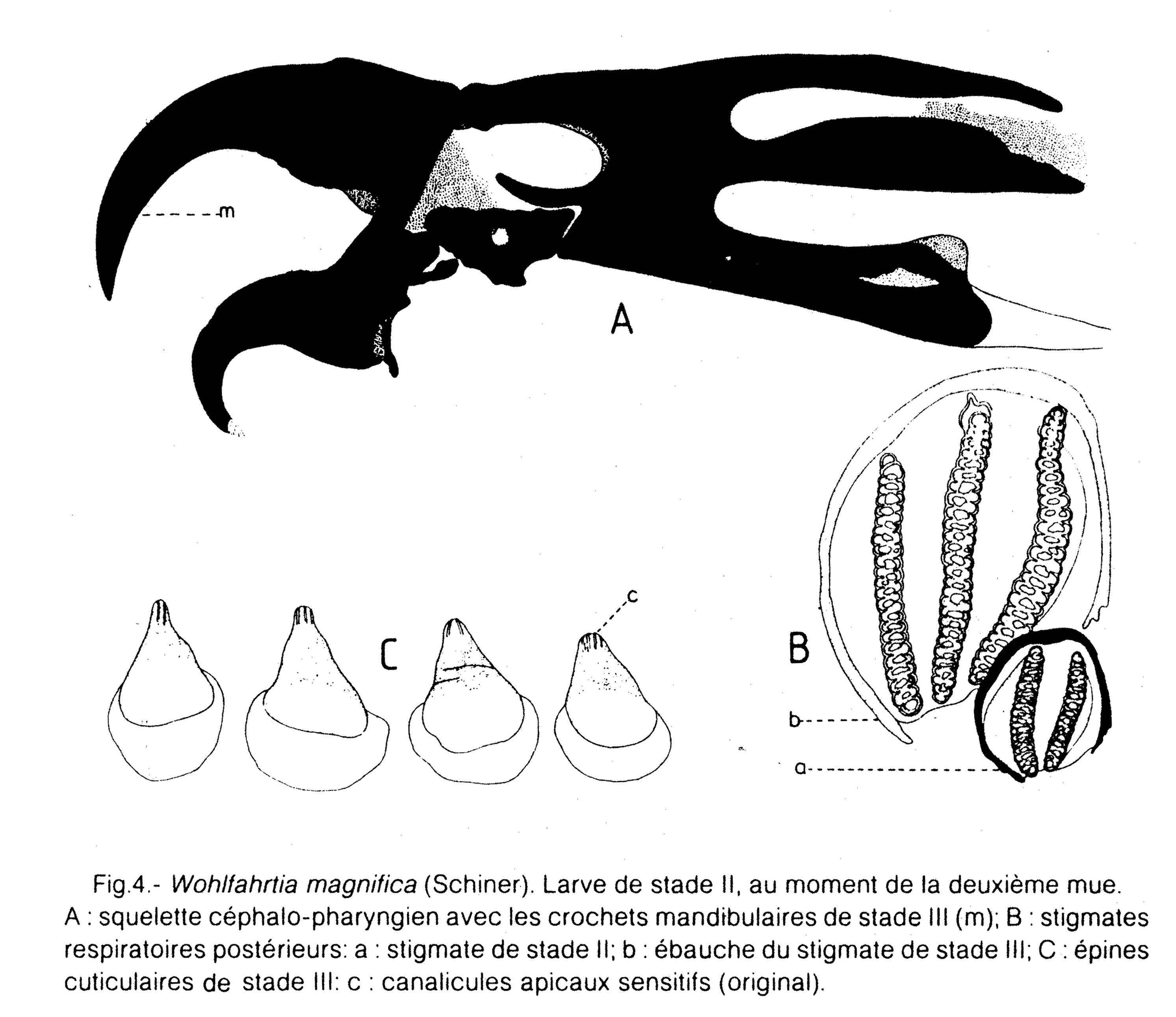
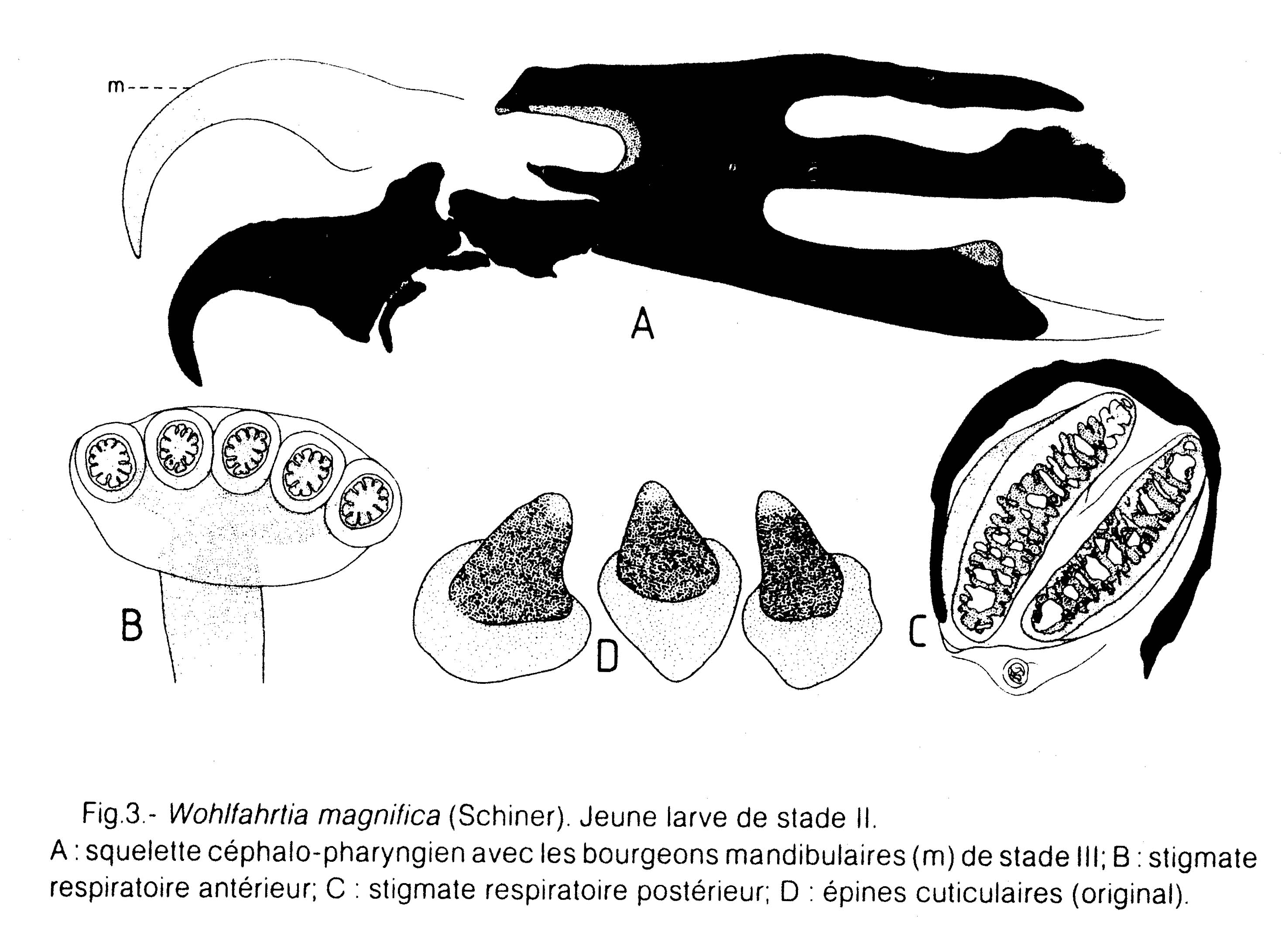
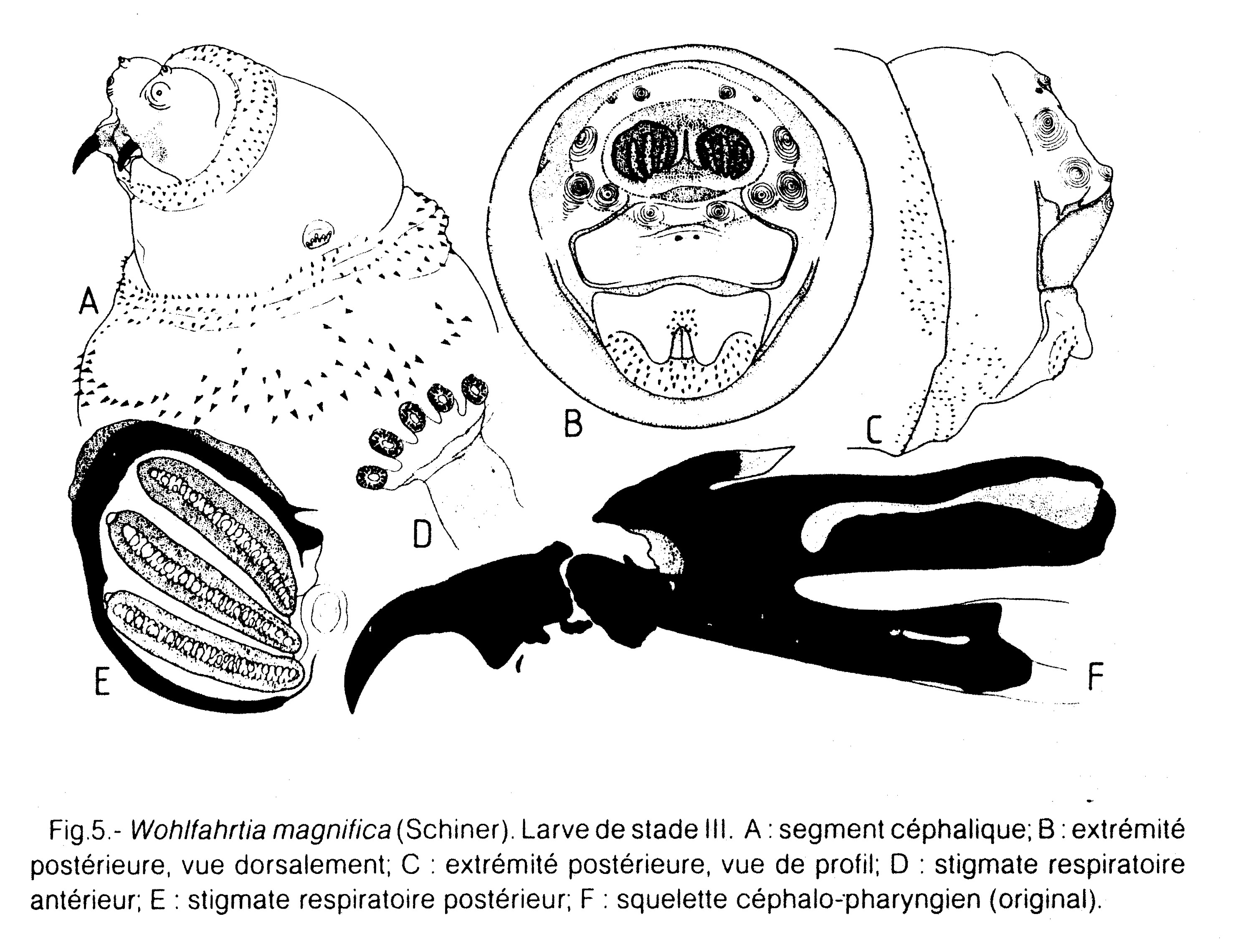